# McCartney
McCartney — дебютний сольний альбом британського музиканта Пола Маккартні, випущений у 1970 р.

## Огляд
Майже весь матеріал альбому був записаний у домашній студії звукозапису Маккартні. Пол сам зіграв на всіх інструментах — бас-гітарі, акустичній й електрогітарі, барабанах, фортепіано, органі, мелотроні, іграшковому ксилофоні, «bow and arrows» — і записав інструментальні партії методом багаторазового накладення. Лише в запису вокальних партий йому допомогла дружина Лінда.
McCartney характеризується сирим, «невідполірованим» звучанням і здається мінімалістським, особливо у порівнянні з останніми платівками «Бітлз». У композиціях альбому відчувається тяга Пола до ранньої рок-музики — американської («Oo You») i британської, з елементами стилю скіфл («Man We Was Lonely»). Хоча альбом містить кілька не дуже вдалих композицій, на ньому є і такі пісні, як «Junk» (укр. Покидьки), «Every Night» (укр. Щоночі) і «Maybe І'm Amazed» (укр. Напевно, я вражений) — на думку критиків, найкращі пісні альбому. «Maybe І'm Amazed», фортепіанна любовна балада, присвячена Лінді, стала класикою Маккартні й неодноразово виконувалася їм на концертах. Маккартні говорив, що Лінда допомогла йому повірити в себе й побороти депресію через розпад «Бітлз» — саме про це він співає у цій пісні. Вона заняла 338 місце у списку 500 найкращих пісень усіх часів за версією журналу Rolling Stone.
Після випуску альбому Джордж Гаррісон назвав пісні «Maybe І'm Amazed» i «That Would Be Something» «чудовими», а решту — «недурними».
Критики зустріли альбом без ентузіазму, помітивши в ньому свідчення творчої й душевної кризи музиканта. Однак публіка відреагувала інакше — альбом мав комерційний успіх, зайнявши в хіт-параді Великої Британії 2-е місце (на перше місце його не пустив бестселер того часу, альбом Bridge Over Troubled Water гурту Simon and Garfunkel), а в США він 23 травня на три тижні вийшов на перше. За один місяць американський тираж альбому  склав один мільйон екземплярів.
Фотографія на звороті обкладинки альбому, зроблена Ліндою, на якій Пол зображений зі своєю донєю-немовлєю Мері (англ. Mary McCartney, нар. 28 серпня 1969 р.), демонструє наскільки змінилися погляди Маккартні — ще 2 роки тому він різко спростовував будь-які чутки про можливе одруження зі своєю тодішньою подругою Джейн Ешер, а тепер з'явився перед публікою щасливим батьком.

## Список композицій
Усі пісні написано Полом Маккартні.
1. The Lovely Linda — 0:44
2. That Would Be Something — 2:39
3. Valentine Day — 1:40 (інструментал)
4. Every Night — 2:32
5. Hot as Sun/Glasses — 2:07
  - Інструментал «Hot as Sun» — одна з ранніх композицій Маккартні, складена у 1959, коли від брав учать у гурті Quarrymen.
  - На початку «Glasses» Маккартні «видуває» ноти по краях кришталевих келихів, а потім іде фрагмент його пісні «Suicide».
6. Junk — 1:55
  - Написано в 1968 в Індії, де Бітлз вивчали трансцендентальну медитацію. Цю пісню передбачалося включити в один з пізніх альбомів Бітлз.
7. Man We Was Lonely — 2:57
8. Oo You — 2:49
9. Momma Miss America — 4:05
  - Первісна назва — «Rock 'n' Roll Springtime».
10. Teddy Boy — 2:23
  - Написано в 1968 в Індії і записано Бітлз для альбому Let It Be, але не потрапила туди.
11. Singalong Junk — 2:35
  - Інструментальна версія «Junk».
12. Maybe I'm Amazed — 3:51
13. Kreen-Akrore — 4:15 (інструментал)
  - Крін-Акрор (Panará) — плем'я лісових індіанців, які живуть у басейні Амазонки, Бразилія.